# フロリアード

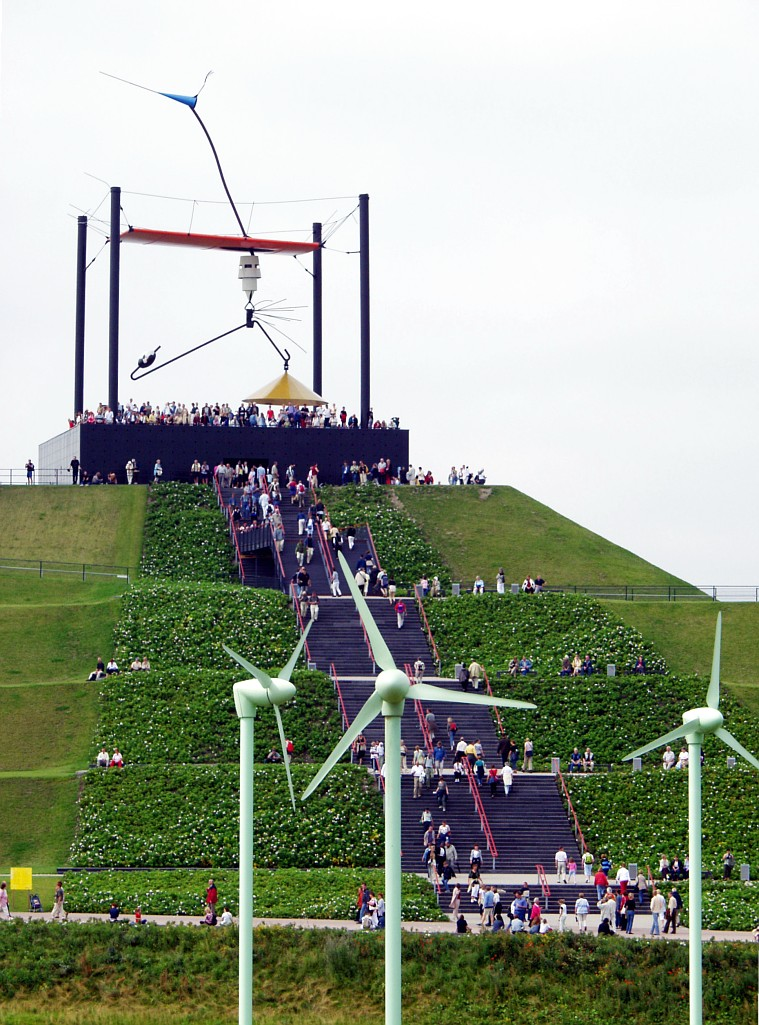
フロリアード2002

フロリアード（オランダ語: Floriade）は10年に1度、オランダで開催される国際園芸博覧会である。

## 博覧会一覧
- 1960年 - ロッテルダム国際園芸博覧会
- 1972年 - アムステルダム国際園芸博覧会
- 1982年 - アムステルダム国際園芸博覧会
- 1992年 - ハーグ・ズータメア国際園芸博覧会
- 2002年 - ハールレマミーア国際園芸博覧会
- 2012年 - フェンロー国際園芸博覧会
- 2022年 - フロリアード2022（英語版）（アルメレ）